# 도쿄도도 제318호선
318번 도쿄도도(일본어: 東京都道318号 環状七号線→도쿄도도 318호 환상 7호선)는 도쿄도에 있는 지방도의 하나로, 오타구에서 에도가와구까지 이어진다. 통칭은 칸나나도리(일본어: 環七通り "환상 7호선 거리") 또는 줄여서 칸나나(일본어: 環七)다.

## 경유지
- 도쿄도
  - 오타구
  - 메구로구
  - 세타가야구
  - 스기나미구
  - 나카노구
  - 네리마구
  - 이타바시구
  - 기타구
  - 아다치구
  - 가쓰시카구
  - 에도가와구

### 중복된 도로
- 307번 도쿄도도: 아다치구 니시아라이 1초메 ~ 아다치구 오야타

## 접속 도로
| 접속 도로                                         | 소재지 | 소재지     |
| ------------------------------------------------- | ------ | ---------- |
| 357번 국도                                        | 도쿄도 | 오타구     |
| 316번 도쿄도도                                    | 도쿄도 | 오타구     |
| 15번 국도                                         | 도쿄도 | 오타구     |
| 421번 도쿄도도                                    | 도쿄도 | 오타구     |
| 1번 국도                                          | 도쿄도 | 오타구     |
| 2번 도쿄도도                                      | 도쿄도 | 오타구     |
| 312번 도쿄도도                                    | 도쿄도 | 메구로구   |
| 416번 도쿄도도                                    | 도쿄도 | 세타가야구 |
| 246번 국도                                        | 도쿄도 | 세타가야구 |
| 3번 도쿄도도                                      | 도쿄도 | 세타가야구 |
| 423번 도쿄도도                                    | 도쿄도 | 세타가야구 |
| 413번 도쿄도도                                    | 도쿄도 | 세타가야구 |
| 20번 국도(고슈 가도)                              | 도쿄도 | 세타가야구 |
| 431번 도쿄도도                                    | 도쿄도 | 스기나미구 |
| 14번 도쿄도도                                     | 도쿄도 | 스기나미구 |
| 4번 도쿄도도 5번 도쿄도도                         | 도쿄도 | 스기나미구 |
| 433번 도쿄도도                                    | 도쿄도 | 스기나미구 |
| 25번 도쿄도도                                     | 도쿄도 | 나카노구   |
| 440번 도쿄도도                                    | 도쿄도 | 나카노구   |
| 442번 도쿄도도                                    | 도쿄도 | 네리마구   |
| 8번 도쿄도도                                      | 도쿄도 | 네리마구   |
| 439번 도쿄도도                                    | 도쿄도 | 네리마구   |
| 441번 도쿄도도                                    | 도쿄도 | 이타바시구 |
| 254번 국도                                        | 도쿄도 | 이타바시구 |
| 17번 국도(나카센도)                               | 도쿄도 | 이타바시구 |
| 455번 도쿄도도                                    | 도쿄도 | 기타구     |
| 460번 도쿄도도                                    | 도쿄도 | 기타구     |
| 122번 국도                                        | 도쿄도 | 기타구     |
| 449번 도쿄도도                                    | 도쿄도 | 아다치구   |
| 수도고속도로 가와구치 선 (시카하마바시 나들목)    | 도쿄도 | 아다치구   |
| 107번 도쿄도도                                    | 도쿄도 | 아다치구   |
| 107번 도쿄도도 239번 도쿄도도                     | 도쿄도 | 아다치구   |
| 106번 도쿄도도                                    | 도쿄도 | 아다치구   |
| 58번 도쿄도도                                     | 도쿄도 | 아다치구   |
| 307번 도쿄도도                                    | 도쿄도 | 아다치구   |
| 461번 도쿄도도                                    | 도쿄도 | 아다치구   |
| 103번 도쿄도도(구 닛코 가도)                      | 도쿄도 | 아다치구   |
| 4번 국도                                          | 도쿄도 | 아다치구   |
| 102번 도쿄도도                                    | 도쿄도 | 아다치구   |
| 수도고속도로 6호선 미사토선 (가헤이 나들목)       | 도쿄도 | 아다치구   |
| 314번 도쿄도도                                    | 도쿄도 | 아다치구   |
| 307번 도쿄도도                                    | 도쿄도 | 아다치구   |
| 467번 도쿄도도                                    | 도쿄도 | 가쓰시카구 |
| 6번 국도(미토 가도)                               | 도쿄도 | 가쓰시카구 |
| 60번 도쿄도도                                     | 도쿄도 | 가쓰시카구 |
| 315번 도쿄도도                                    | 도쿄도 | 에도가와구 |
| 14번 국도(지바 가도)                              | 도쿄도 | 에도가와구 |
| 14번 국도(게이요 도로)                            | 도쿄도 | 에도가와구 |
| 수도고속도로 7호선 고마쓰가와선 (이치노에 나들목) | 도쿄도 | 에도가와구 |
| 50번 도쿄도도                                     | 도쿄도 | 에도가와구 |
| 10번 도쿄도도                                     | 도쿄도 | 에도가와구 |
| 450번 도쿄도도                                    | 도쿄도 | 에도가와구 |
| 450번 도쿄도도                                    | 도쿄도 | 에도가와구 |
| 357번 도쿄도도                                    | 도쿄도 | 에도가와구 |
| 수도고속도로 완간선 (가시이 나들목)               | 도쿄도 | 에도가와구 |